# Informations-Dienst zur Verbreitung unterbliebener Nachrichten
Der Informations-Dienst zur Verbreitung unterbliebener Nachrichten (ID) erschien ab 1973 in Frankfurt am Main als Wochenzeitung bei einer Startauflage von 500 Exemplaren und wurde 1981 eingestellt.

## Konzept
Selbstverständnis der Zeitung war Berichterstattung „von unten“, bei geringer redaktioneller Nachbearbeitung.
Das Konzept des Informationsdienstes zur Verbreitung unterbliebener Nachrichten (ID) lautet 1976: „Die Medien der Gegenöffentlichkeit transportieren nicht nur die Abbilder der politischen Veränderung, sie setzen sie auch in ihrer inneren Struktur, in den eigenen Arbeitsbeziehungen und Verkehrsformen durch. Es gibt keine Trennung zwischen Machern und Konsumenten.“ Dieses Konzept von Gegenöffentlichkeit war meist nur unzureichend realisierbar. Inhaltlich führte dies zu einer Sammlung von Nachrichten aus den Bereichen „Repression“, Gefängnisalltag und Basisgruppenaktivitäten, die von der damals entstehenden Anti-AKW-Bewegung geprägt waren, oder auch von den Themen, welche die Linke aktuell beschäftigten. Als alternative Nachrichtenagentur war der ID fester Bestandteil in der alternativen Presse der 1970er Jahre, und die Texte wurden vielfach von anderen Kleinzeitungen nachgedruckt.
Der ID gilt mit seinem Konzept der Basisberichterstattung als Vorläufer der taz. Nach Einstellung der Zeitung entstand daraus das Archiv für Alternative Medien, das 1988 nach Amsterdam überführt wurde und heute Bestandteil des Internationalen Instituts für Sozialgeschichte ist.

### Verlag
Der Informationsdienst wurde inhaltlich und personell von 1988 bis 2007 fortgesetzt in einem „Verlag ID-Archiv“, auch „Edition ID-Archiv“, der zuletzt als „ID-Verlag“ firmierte und seitdem als Verlagsauslieferung der erschienenen Publikationen arbeitet.

## Verwechslungs-Möglichkeit
- Die Abkürzung ID für ein Print-Medium wird ebenfalls verwendet für einen „Informations- und Dokumentationsdienst“, nachgewiesen 1994 bis 2002, herausgegeben von dem rechtsextremen Verleger Roland Bohlinger, im Verlag für ganzheitliche Forschung.